# Skylab 4
Skylab 4 (SL-4 ou SLM-3) foi a quarta missão do programa Skylab e a terceira e última missão tripulada à estação espacial norte-americana.
Em seus 84 dias de duração, além de experiências na área médica e a observação solar, a tripulação da Skylab 4 foi a primeira missão espacial a fazer observações em órbita de um cometa, no caso o Cometa Kohoutek, que cruzou o sistema solar interior entre 1973-1974, podendo até ser, pela luminosidade de sua cauda, observado a olho nu da Terra.
A Skylab 4 também foi a primeira e única missão espacial estadunidense com mais de dois integrantes onde todos os seus tripulantes eram novatos no espaço.

## Tripulação

### Principal
| Posição          | Astronauta       |
| ---------------- | ---------------- |
| Comandante       | Gerald P. Carr   |
| Piloto Cientista | Edward G. Gibson |
| Cientista        | William R. Pogue |

### Reservas
| Posição          | Astronauta        |
| ---------------- | ----------------- |
| Comandante       | Vance D. Brand    |
| Piloto Cientista | William B. Lenoir |
| Cientista        | Don L. Lind       |

## Destaques da missão

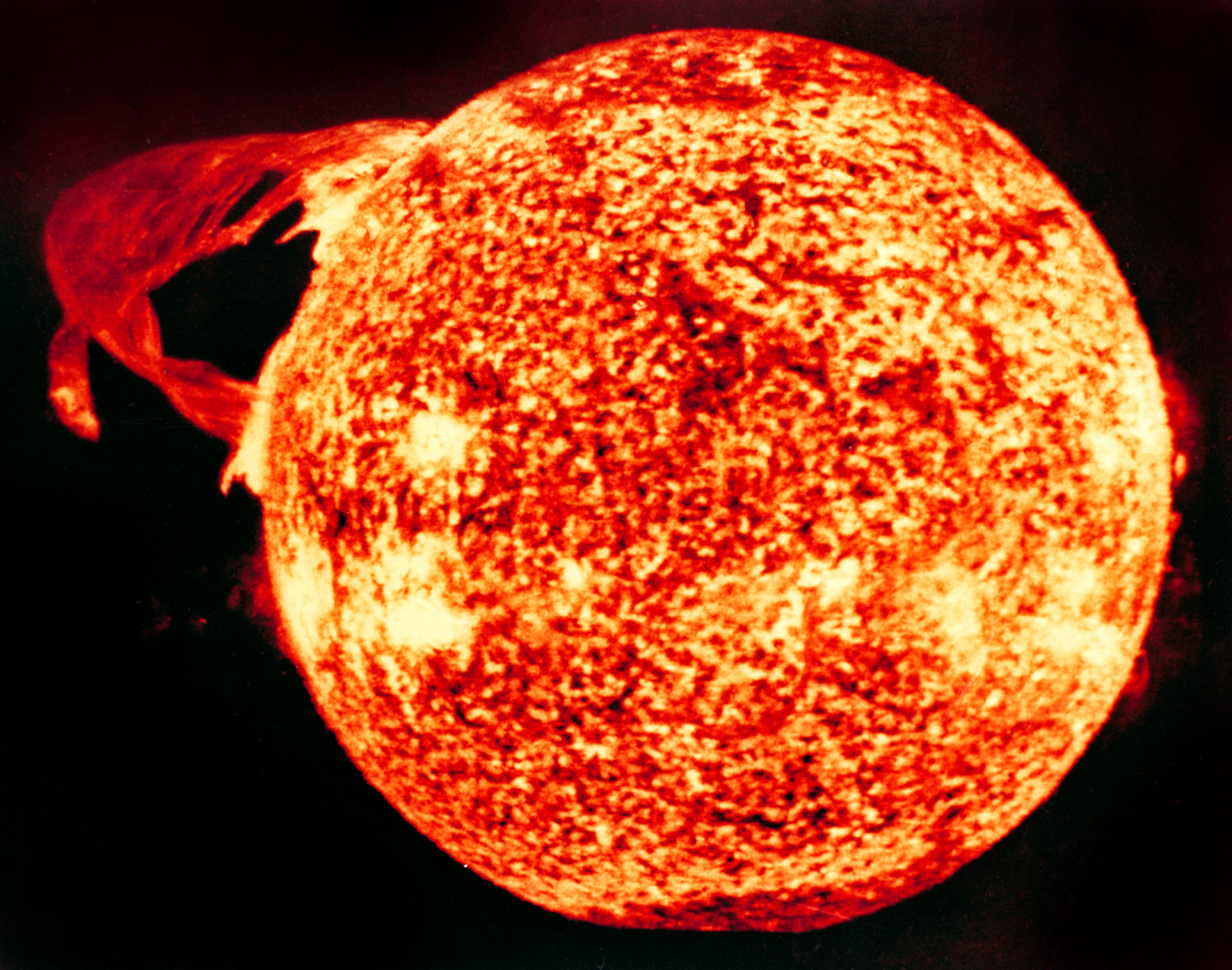
Proeminência solar fotografada em 19 de dezembro de 1973, pelo Monte do Telescópio Apollo

A tripulação de astronautas novatos chegou a bordo do Skylab e descobriu que tinha companhia – três figuras vestidas com trajes de voo. Após uma inspeção mais detalhada, eles descobriram que seus companheiros eram três manequins, completos com emblemas da missão Skylab 4 e crachás que foram deixados lá por Al Bean, Jack Lousma e Owen Garriott no final da Skylab 3.

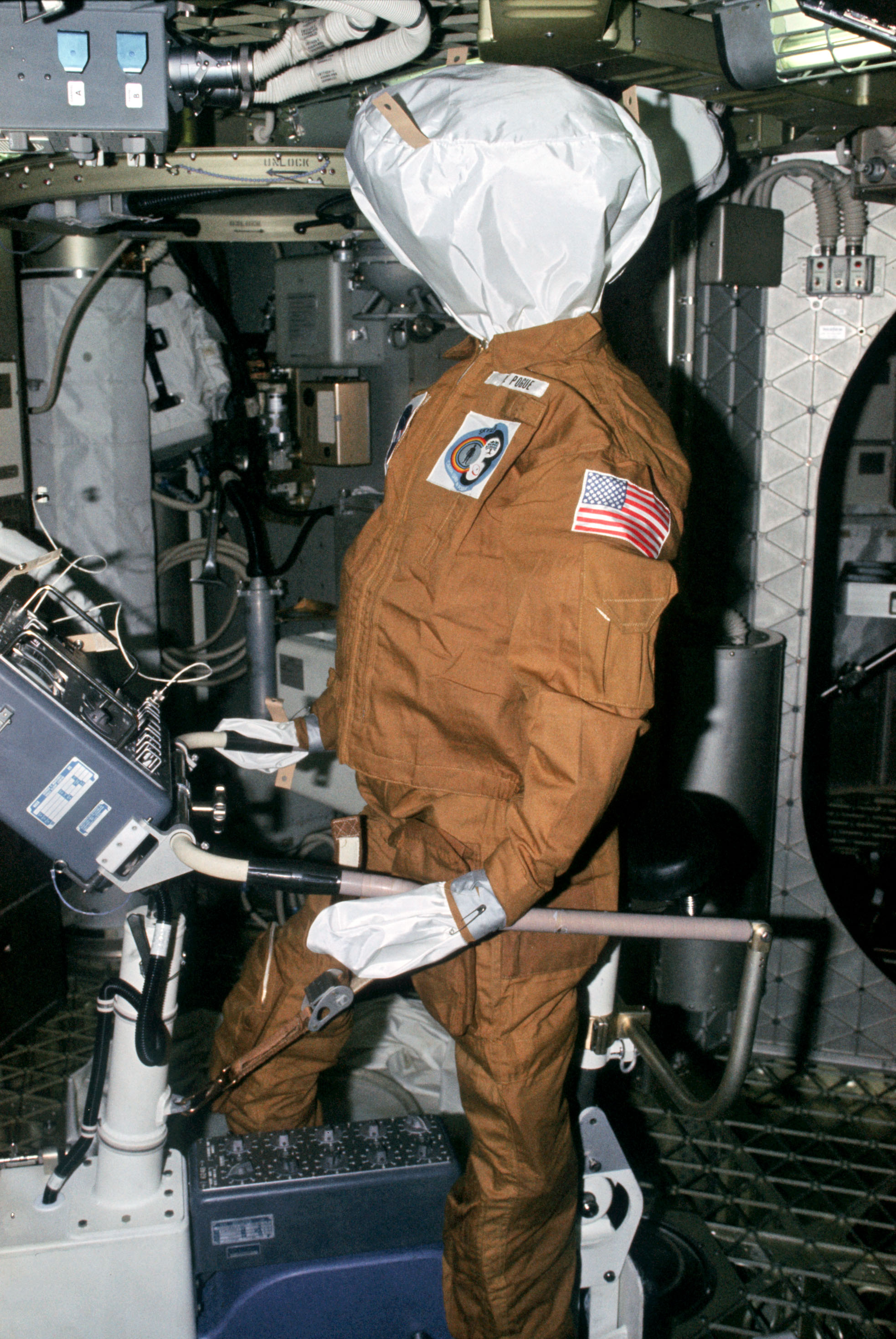
Um dos manequins deixados pela tripulação do Skylab 3 para ser encontrado pela tripulação do Skylab 4

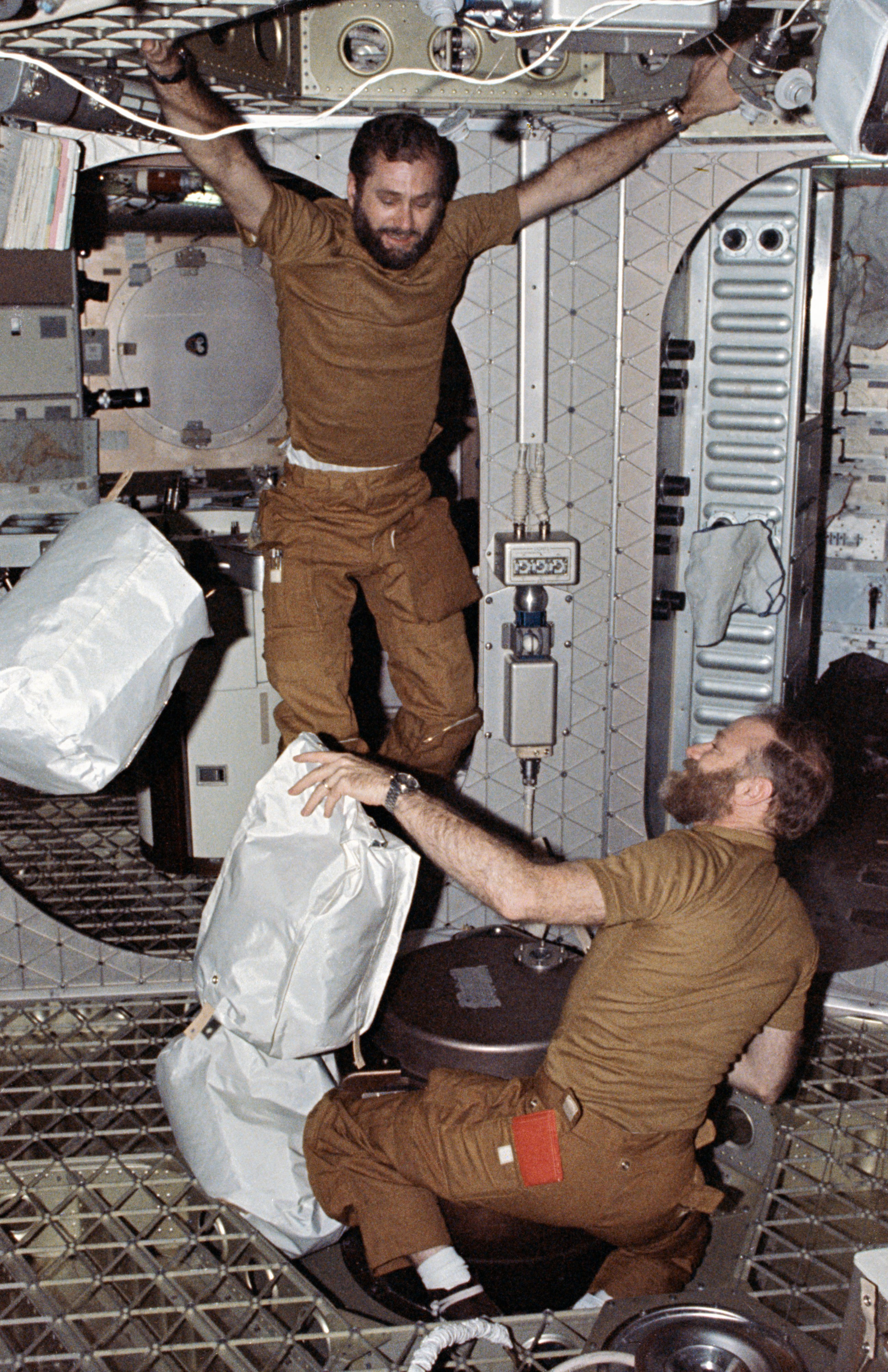
Bill Pogue (à esquerda) e Gerald Carr passam o lixo via uma câmara de descompressão até o tanque de eliminação de resíduos do Skylab

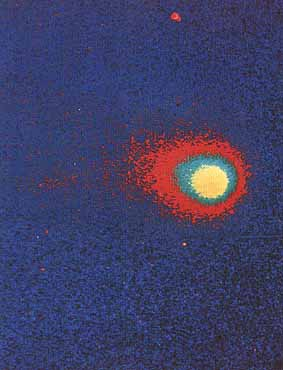
Imagem em cores falsas do cometa Kohoutek fotografada com a câmera eletrográfica ultravioleta durante uma caminhada espacial Skylab em 25 de dezembro de 1973

As coisas começaram mal depois que a tripulação tentou esconder dos cirurgiões de voo o enjôo espacial inicial de Pogue, um fato descoberto pelos controladores da missão após baixar as gravações de voz a bordo. O chefe do escritório dos astronautas, Alan Shepard, repreendeu-os por esta omissão, dizendo que "tinham cometido um erro de julgamento bastante grave".
A tripulação teve problemas para se ajustar ao mesmo nível de carga de trabalho dos seus antecessores ao ativar a oficina. A tarefa inicial da tripulação de descarregar e armazenar os milhares de itens necessários para a sua longa missão também revelou-se maçante. O cronograma da sequência de ativação ditava longos períodos de trabalho com uma grande variedade de tarefas a serem executadas, e a equipe logo se viu cansada e atrasada.
Sete dias após o início da missão, surgiu um problema no sistema de controle de atitude giroscópico Skylab, que ameaçou encerrar a missão antecipadamente. O Skylab dependia de três grandes giroscópios, dimensionados para que quaisquer dois deles pudessem fornecer controle suficiente e manobrar o Skylab conforme desejado. O terceiro atuava como reserva em caso de falha de um dos demais. A falha do giroscópio foi atribuída à lubrificação insuficiente. Mais tarde na missão, um segundo giroscópio apresentou problemas semelhantes, mas procedimentos especiais de controle de temperatura e redução de carga mantiveram o segundo funcionando, e nenhum outro problema ocorreu.
No dia de Ação de Graças, Gibson e Pogue realizaram uma caminhada espacial por seis horas e meia. A primeira parte foi gasta na implantação de experimentos e na substituição de filmes no observatório solar. O restante do tempo foi usado para consertar uma antena com defeito. Durante a experiência, Gibson comentou: "Cara, se isso não é uma vida ao ar livre! Por dentro, você está apenas olhando pela janela. Aqui, você está bem dentro dela." A tripulação relatou que a comida era boa, mas um pouco sem graça. A quantidade e o tipo de alimentos consumidos eram rigidamente controlados devido à sua dieta rigorosa. Embora a tripulação tivesse preferido usar mais condimentos para realçar o sabor da comida, e a quantidade de sal que poderiam usar fosse restrita para fins médicos, na terceira missão a cozinha da NASA aumentou a disponibilidade de condimentos, e sal e pimenta estava em soluções líquidas (sal e pimenta granulados trazidos a bordo pela segunda tripulação eram pouco mais do que "poluição do ar").
Em 13 de dezembro, a tripulação avistou o cometa Kohoutek e apontou o observatório solar e câmeras portáteis para ele. Eles reuniram espectros usando a câmera-espectrógrafo de ultravioleta distante. Continuaram a fotografá-lo à medida que se aproximava do Sol. Em 30 de dezembro, quando ele saiu de trás do Sol, Carr e Gibson o avistaram enquanto realizavam uma caminhada no espaço.
À medida que o trabalho do Skylab avançava, os astronautas reclamaram de serem pressionados demais e os controladores de solo reclamaram que não estavam realizando trabalho suficiente. A NASA determinou que os principais fatores contribuintes foram um grande número de novas tarefas adicionadas pouco antes do lançamento, com pouco ou nenhum treinamento, e buscas por equipamentos fora do lugar na estação. Houve uma conferência de rádio para transmitir frustrações, o que levou à modificação do cronograma de carga de trabalho e, ao final da missão, a tripulação havia concluído ainda mais trabalho do que o planejado originalmente.
Skylab 4 foi conhecido por várias contribuições científicas importantes. A tripulação passou muitas horas estudando a Terra. Carr e Pogue tripulavam alternadamente os controles, operando os dispositivos sensores que mediam e fotografavam características selecionadas na superfície da Terra. Gibson e a outra tripulação fizeram observações solares, registrando cerca de 75 000 novas imagens telescópicas do Sol. As imagens foram tiradas nas porções de raios X, ultravioleta e visível do espectro.
À medida que o fim da missão se aproximava, Gibson continuou a observar a superfície solar. Em 21 de janeiro de 1974, uma região ativa na superfície do Sol formou uma mancha brilhante que se intensificou e cresceu. Gibson rapidamente começou a filmar a sequência quando o ponto brilhante irrompeu. Este filme foi a primeira gravação do espaço do nascimento de uma explosão solar.
A tripulação também fotografou a Terra em órbita. Apesar das instruções para não o fazer, a tripulação (talvez inadvertidamente) fotografou a Área 51, causando uma pequena disputa entre várias agências governamentais sobre se as fotografias que mostram esta instalação secreta deveriam ser divulgadas. No final, a imagem foi publicada junto com todas as outras no arquivo de imagens Skylab da NASA, mas passou despercebida durante anos.
Os astronautas do Skylab 4 completaram 1 214 órbitas terrestres e quatro EVAs totalizando 22 horas e 13 minutos. Eles viajaram 55,5 milhões de quilômetros em 84 dias, 1 hora e 16 minutos no espaço. Skylab 4 foi a última missão do Skylab; a estação saiu de órbita em 1979.
Os três astronautas haviam ingressado na NASA em meados da década de 1960, durante o programa Apollo, com Pogue e Carr se tornando parte da provável tripulação da cancelada Apollo 19. No final das contas, nenhum membro da tripulação do Skylab 4 voou para o espaço novamente, já que nenhum dos três foi selecionado para a Apollo-Soyuz e todos eles se aposentaram da NASA antes do primeiro lançamento do ônibus espacial. Gibson, que se formou como cientista-astronauta, renunciou à NASA em dezembro de 1974 para fazer pesquisas sobre dados de física solar do Skylab, como cientista sênior da The Aerospace Corporation de Los Angeles, Califórnia.

## Quebra de comunicações
Uma interrupção não planejada nas comunicações ocorreu durante a missão Skylab 4: sua tripulação não se comunicou com o controle da missão na parte de uma órbita durante a qual o Skylab tinha linha de visão para suas estações de rastreamento. Antes do meio da missão, a tripulação do Skylab 4 começou a ficar cansada e atrasada no trabalho. Para recuperar o atraso, eles decidiram que apenas um membro da tripulação precisava estar presente no briefing diário, em vez de todos os três, permitindo que os outros dois completassem as tarefas em andamento A certa altura, de acordo com Carr e Gibson, a tripulação se esqueceu de ligar os rádios para o briefing diário, levando à falta de comunicações entre a tripulação e o controle de solo durante o período de disponibilidade de comunicações daquela órbita. No próximo período planejado, a tripulação reafirmou o contato por rádio com o controle de solo. Tanto Carr quanto Gibson afirmaram que este evento contribuiu parcialmente para uma discussão em 30 de dezembro de 1973, na qual a tripulação e o controlador de voo de solo Richard H. Truly revisitaram a programação dos astronautas devido ao seu cansaço. Carr chamou esta reunião de "a primeira sessão de sensibilidade no espaço". A NASA concordou em atribuir à tripulação um cronograma mais tranquilo, e a produtividade da missão restante aumentou significativamente, superando a da missão Skylab 3 anterior.

### A controvérsia da greve ou motim
A falha nas comunicações foi tratada pela mídia como um ato deliberado e ficou conhecida como greve do Skylab ou motim do Skylab. Um dos primeiros relatos relatando que ocorreu uma greve a bordo do Skylab foi publicado no The New Yorker em 22 de agosto de 1976, por Henry SF Cooper, que alegou que a tripulação teria parado de trabalhar em 28 de dezembro de 1973. Cooper também publicou afirmações semelhantes em seu livro A House in Space naquele mesmo ano. A Harvard Business School publicou um relatório de 1980, "Strike in Space", afirmando também que os astronautas haviam entrado em greve, mas sem citar quaisquer fontes. Posteriormente, meios de comunicação suficientes deram peso ao senso comum de que houve uma greve no Skylab em 28 de dezembro de 1973.
A NASA e os astronautas envolvidos afirmaram que nenhum motim ocorreu. A NASA sugeriu que os acontecimentos de 28 de dezembro podem ter sido confundidos com um dia de folga concedido à tripulação em 26 de dezembro, após a conclusão de uma longa caminhada espacial de Carr e Pogue no dia anterior. A NASA acrescentou que também pode ter havido confusão com uma falha conhecida de equipamento terrestre em 25 de dezembro; isso os deixou incapazes de rastrear o Skylab em uma órbita, mas a tripulação foi notificada sobre o problema com antecedência. Tanto Carr quanto Gibson afirmaram que foi uma série de erros de julgamento e não a intenção da tripulação que os levou a perder o briefing. O autor da história dos voos espaciais, David Hitt, também contestou que a tripulação encerrou deliberadamente o contato com o controle da missão, em um livro escrito com os ex-astronautas Owen K. Garriott e Joseph P. Kerwin.
Apesar destes relatos, a noção de uma ação deliberada persiste nos meios de comunicação social.

## Legado do módulo de comando

O módulo de comando Skylab 4 em exibição no Museu Nacional do Ar e do Espaço

O módulo de comando Skylab 4 foi transferido para o Museu Nacional do Ar e do Espaço em 1975. Este módulo é o Módulo de Comando e Serviço CSM-118 e passou 84 dias na órbita da Terra como parte da missão Skylab.
As janelas dos módulos das espaçonaves Skylab 3 e 4 foram alvo de estudos sobre impactos de micrometeoroides.
O módulo foi pintado de branco na metade de sua lateral para ajudar no gerenciamento térmico da espaçonave. Enquanto o Bloco II Apollo CSM tinha Kapton revestido com alumínio e monóxido de silício, os módulos Skylab posteriores tinham tinta branca para o lado voltado para o sol.
O Módulo de Comando Skylab 4 deteve o recorde de voo espacial único mais longo para uma espaçonave americana por quase 50 anos, até ser quebrado pela Crew Dragon Resilience voando na missão SpaceX Crew-1 em 7 de fevereiro de 2021. Para comemorar o evento, a tripulação de quatro pessoas da Crew-1 conversou ao vivo com Edward Gibson a partir da Estação Espacial Internacional.
A cápsula está agora em exibição no Oklahoma History Center, em Oklahoma.